# Laudenbach (Rin-Neckar)
Laudenbach es un municipio situado en el distrito de Rin-Neckar, en el Estado federado de Baden-Wurtemberg (Alemania). Tiene una población estimada, a finales de 2020, de 6363 habitantes.
Se encuentra ubicado al noroeste del Estado, en la región de Karlsruhe, cerca de las ciudades de Heidelberg y Mannheim, del lugar donde confluyen los ríos Neckar y Rin, y de la frontera con los Estados de Hesse y Renania-Palatinado.